# Cartaxo (IPR)
Pour les articles homonymes, voir Cartaxo (homonymie).
Le cartaxo est un vin portugais, avec Indicação de Proveniência Regulamentada (IPR), dont le terroir viticole entoure la cité de Cartaxo et se situe à cheval sur l'Estrémadure et le Ribatejo. 

## Types de vin
Ce vignoble produit des vins blanc et rouge fruités et facile à boire. 

## Encépagement
Ses cépages sont : Arinto, Castelão, Fernão Pires, Preto martinho, Tinta amarela, Trincadeira das Pratas, Ugni blanc et Vital.